# Prima Divisione Abruzzi 1942-1943
La Prima Divisione fu il massimo campionato regionale di calcio disputato in Italia nella stagione 1942-1943.
La Prima Divisione fu organizzata e gestita dai Direttori Regionali di Zona.
Per motivi contingenti il D.D.S. non fece disputare le finali per la promozione in Serie C.
Fu il quarto livello della XL edizione del campionato italiano di calcio.
Il campionato giocato nella regione Abruzzi e Molise fu organizzato e gestito dal Direttorio XII Zona (Abruzzi).

## Girone A

### Squadre partecipanti
| Squadra                     | Città (provincia)          | Stagione 1941-1942 |
| --------------------------- | -------------------------- | ------------------ |
| Castelvecchio               | Castelvecchio Subequo (AQ) |                    |
| S.S. Chieti (B = riserve)   | Chieti                     |                    |
| A.S. L'Aquila (B = riserve) | L'Aquila                   |                    |
| G.I.L. di Raiano            | Raiano (AQ)                |                    |

### Classifica finale
|  | Pos. | Squadra | Pt | G | V | N | P | GF | GS | DR |
|  | ---- | ------- | -- | - | - | - | - | -- | -- | -- |
|  | 1.   | ???     | ?  | ? | . | . | . | .. | .. | +? |
|  | 2.   | ???     | ?  | ? | . | . | . | .. | .. | +? |
|  | 3.   | ???     | ?  | ? | . | . | . | .. | .. | -? |
|  | 4.   | ???     | ?  | ? | . | . | . | .. | .. | -? |

Legenda:

      Ammesso alle finali regionali.
Note:

Due punti a vittoria, uno a pareggio, zero a sconfitta.
Pari merito in caso di pari punti.

## Girone B

### Squadre partecipanti
| Squadra                    | Città (provincia) | Stagione 1941-1942                             |
| -------------------------- | ----------------- | ---------------------------------------------- |
| G.S. Forlani               | Pescara           |                                                |
| G.I.L. di Penne            | Penne (PE)        |                                                |
| A.C. Lanciano              | Lanciano (CH)     | Campione amatoriale abruzzese, rinuncia alla C |
| A.S. Pescara (B = riserve) | Pescara           |                                                |
| V. Simeoni                 | Orsogna (CH)      |                                                |
|                            |                   |                                                |

### Classifica finale
|  | Pos. | Squadra | Pt | G | V | N | P | GF | GS | DR |
|  | ---- | ------- | -- | - | - | - | - | -- | -- | -- |
|  | 1.   | ???     | ?  | ? | . | . | . | .. | .. | +? |
|  | 2.   | ???     | ?  | ? | . | . | . | .. | .. | +? |
|  | 3.   | ???     | ?  | ? | . | . | . | .. | .. | -? |
|  | 4.   | ???     | ?  | ? | . | . | . | .. | .. | -? |
|  | 5.   | ???     | ?  | ? | . | . | . | .. | .. | -? |
|  | 6.   | ???     | ?  | ? | . | . | . | .. | .. | -? |

Legenda:

      Ammesso alle finali regionali.
Note:

Due punti a vittoria, uno a pareggio, zero a sconfitta.
Pari merito in caso di pari punti.

## Verdetti finali
- ???, ???, ??? e ??? sono ammesse alle finali regionali.
- Il ??? è campione abruzzese di Prima Divisione 1942-1943C.